# Piotr Mikołajczak
Piotr Mikołajczak, ps. „Miki” (ur. 25 lipca 1966 w Szamotułach) – polski muzyk, kompozytor muzyki popularnej, teatralnej i filmowej, aranżer, producent filmowy i telewizyjny. Założył firmę Rock And Roll Production.

## Życiorys
Absolwent Liceum Ogólnokształcącego (dziś im. ks. Piotra Skargi) w Szamotułach – maturę zdał w 1986. Ukończył Wydział Rozrywkowy Szkoły Muzycznej im. Czesława Niemena w Poznaniu. Już w latach szkolnych jako wokalista, gitarzysta i kompozytor związał się z nurtem poezji śpiewanej i przez kilka lat występował jako członek Orkiestry Teatru ATA, wielokrotnie nagradzanej na festiwalach i konkursach piosenki poetyckiej, a także na KFPP w Opolu w 1987 roku, gdzie w koncercie pt. Muzyka w teatrze grupa zajęła II miejsce. W 1991 roku zespół nagrał kilka piosenek do programu zrealizowanego przez TVP2, zaś w 1992 - po raz kolejny wystąpił na festiwalu opolskim. Muzyk równolegle współpracował z Andrzejem Ciborskim (duet sporadycznie występuje do dziś; laureat II nagrody na Studenckim Festiwalu Piosenki w Krakowie w 1985 roku), Jerzym Dębiną (Dzielnica Trzech) oraz z Janem Kondrakiem (Zakon Muzyczno-Literacki). 
W 1991 roku skomponował muzykę do cyklu reportaży Adama Sikorskiego pt. Dziś przed nami. W 1995 roku rozpoczął współpracę z Teatrem Telewizji. Skomponował muzykę m.in. do spektakli: Ketchup Schroedera (reż. Filip Zylber), Nasza mama czarodziejka (reż. Natasza Ziółkowska-Kurczuk) i Shapiro (reż. Filip Zylber). Jest także autorem muzyki do seriali telewizyjnych (Ja, Malinowski, Kuchnia wróżki), programów telewizyjnych (Zwyczajni niezwyczajni, Przytul mnie, Polaków Portret Własny) oraz do reklam radiowych i telewizyjnych. W 1998 roku rozpoczął pracę w wytwórni fonograficznej Pomaton EMI, gdzie zajmował się promocją telewizyjną. Od 2000 roku był dyrektorem działu A&R w wytwórni Sony Music Polska. Był także członkiem Grupy Producenckiej SPOT. W 2002 napisał muzykę do filmu animowanego pt. Apokalipsa część 9 i 16 (reż. Maciej Dowgiałło). Film zdobył m.in. Grand Prix na Rome Independent Film Festival. Szerszej publiczności znany jako jeden z jurorów popularnego talent show Droga do gwiazd. Na początku 2003 roku zrezygnował z pracy w kraju i wyjechał do Francji, gdzie współpracował z grupą producencką Audioplanet i Krisem Górskim. W 2004 roku napisał muzykę do filmu Ławeczka w reż. Macieja Żaka, nagrodzonego w kategorii najlepszy film polski na Festiwalu „Lato Filmów” w Kazimierzu Dolnym. W tym samym roku uruchomił pierwszą w Polsce internetową wytwórnię muzyczną 3PM. W 2008 skomponował muzykę do komedii pt. Rozmowy nocą. W 2010 roku po powrocie do kraju zajął się produkcją telewizyjną. Jest autorem programu rozrywkowego Śpiewaj i walcz, który zrealizował dla TVP1. W latach 2011–2015 był producentem wykonawczym seriali dokumentalnych pt. Operacja życie i Tacy sami. W 2014 powstały dwa filmy dokumentalno-fabularyzowane a były to: Danusia. Historia pierwszego udanego przeszczepienia (scenariusz i reż. Jarosław Minkowicz) i Jeżeli zapomnimy o nich… (scenariusz i reż. Adam Sikorski). Film ten zdobył kilka nagród, m.in. nagrodę dla najlepszego filmu dokumentalnego na Zamojskim Festiwalu Filmowym „Spotkania z Historiąˮ (2015). W 2016 roku wyprodukował film dokumentalny Long Way (scenariusz i reż. Weronika Mliczewska) i film fabularny pt. Syn Królowej Śniegu (scenariusz Paweł Sala, reż. Robert Wichrowski), którego plenery były kręcone w jego rodzinnych Szamotułach i okolicy (Rynek, cmentarz, basen, przedszkole Jarzębinka, Gałowo, las w okolicach Jastrowa). Do serialu Operacja życie, filmów dokumentalnych Jeżeli zapomnimy o nich… i Long Way, a także do filmu Syn Królowej Śniegu – skomponował także muzykę. W 2017 roku rozpoczął realizację telenoweli Leśniczówka (dla TVP1), której jest pomysłodawcą i producentem wykonawczym. Razem z Andrzejem Ciborskim jest pomysłodawcą, a także producentem serialu Archiwista (TVP 1, Netflix). W 2021 roku jako producent realizujący (Rock And Roll Production) wyprodukował film pt. Babilon. Raport o stanie wojennym – do którego skomponował muzykę oraz był jednym z jej wykonawców. 
Jest także kompozytorem piosenki pt. Dom dobrych drzew, która w wykonaniu Edyty Górniak jest głównym motywem muzycznym Leśniczówki. Napisał temat przewodni do serialu historycznego Drogi wolności i opartą na nim piosenkę Pani ze snów, którą wykonują Krzysztof Cugowski i Piotr Cugowski.
Jego firma Rock And Roll Production od wielu lat jest głównym producentem spotów reklamowych dla Kas Kredytowych Stefczyka z udziałem Artura Żmijewskiego, przed laty także członka Orkiestry Teatru ATA. Obydwaj występują w duecie, okazjonalnie dając recitale.
W roku 2015 Piotr Mikołajczak został uhonorowany przez władze miasta Szamotuły statuetką „Wieżaˮ.

## Życie prywatne
Jest mężem Magdaleny Tadeusiak-Mikołajczak (dawniej dziennikarka Wiadomości i korespondentka TVP w Paryżu i Brukseli; od drugiej połowy stycznia 2016 roku dyrektor TVP Polonia). Mają dwoje dzieci – Zuzannę i Jakuba, którym kompozytor zadedykował płytę z muzyką do filmu Ławeczka.